# Sentier européen E10
Pour les articles homonymes, voir E10.
Le sentier européen E10 est un sentier européen de grande randonnée d'une longueur totale de 2 880 km. Il débute au nord de la Finlande, rejoint l'Allemagne par la mer Baltique, puis passe par la République tchèque, l'Allemagne, l'Autriche, l'Italie et finalement l'Espagne.